# Залах
Залах (нім. Salach) — громада в Німеччині, знаходиться в землі Баден-Вюртемберг. Підпорядковується адміністративному округу Штутгарт. Входить до складу району Геппінген.
Площа — 8,32 км2. Населення становить 8080 ос. (станом на 31 грудня 2020).